# 2717 Tellervo
A 2717 Tellervo (ideiglenes jelöléssel 1940 WJ) a Naprendszer kisbolygóövében található aszteroida. Liisi Oterma fedezte fel 1940. november 29-én.